# Флаг Островов Святой Елены, Вознесения и Тристан-да-Кунья
Острова Святой Елены, Вознесения и Тристан-да-Кунья, являющиеся заморской территорией Великобритании, не имеют общего флага, и флаг Великобритании используется в качестве официального флага территориального образования, однако каждый из трёх островов имеет свой собственный официальный флаг. С 2002 по 2013 года у островов Святой Елены и Тристан-да-Кунья уже имелись собственные флаги, в то время как остров Вознесения использовал британский флаг в качестве официального. Также до 2002 года флаг Святой Елены официально использовался как флаг Тристан-да-Кунья.

## Флаги

### Флаг острова Святой Елены

Флаг Святой Елены

Флаг острова Святой Елены был принят 4 октября 1984 года. Представляет из себя синее полотнище с Юнион Джеком в левом верхнем углу и с гербом (щитом) острова Святой Елены посередине. На щите изображена каменная береговая линия и трёхмачтовый парусник, а также эндемик птица-проволочник. В 2018 году изображение птицы было изменено на более реалистичное. До 2009 года острова Вознесения и Тристан-да-Кунья были частью Святой Елены в административном плане и флаг Святой Елены использовался в качестве общего флага для всех трёх островов.

### Флаг Острова Вознесения

Флаг Острова Вознесения

Флаг Острова Вознесения был принят 11 мая 2011 года. Представляет из себя синее полотнище с изображённым в левом верхнем углу флагом Великобритании и гербом острова Вознесения в правом нижнем углу. До принятия данного флага остров использовал британский флаг в качестве официального.

### Флаг Тристан-да-Кунья

Флаг Тристан-да-Кунья

Флаг Тристан-да-Кунья был принят 20 октября 2002 в прокламации губернатора острова Святой Елены на основании королевского ордера, выданного королевой Елизаветой II. До этого в качестве официального флага использовался флаг острова Святой Елены, поскольку в административном плане архипелаг Тристан-да-Кунья являлся зависимой от него территорией.
Флаг представляет из себя синее полотнище, в левом верхнем углу которого изображён флаг Великобритании, а в правой половине отцентрирован герб Тристан-да-Кунья, на котором изображён тристанский баркас над морской короной с центральным щитом, на котором красуются четыре желтоклювых альбатроса. Щит держат двое тристанских скальных лобстеров (Jasus paulensis). Под щитом расположена лента с девизом острова «Наша вера — наша сила» (англ. Our faith is our strength).

### Правительственные флаги

Флаг губернатора Святой Елены

Флаг администрации Тристана-да-Кунья

### Исторические флаги

Флаг Святой Елены (1874—1984)